# Urantia
Urantia este numele care se dă în unele ocazii mișcării spirituale care are ca text principal Cartea Urantia (engleză The Urantia Book). În conformitate cu Cartea Urantia, Urantia este numele autentic al planetei Pământ. Cartea, care susține că ar fi o revelație dată planetei Pământ, a fost publicată în 1955 de Fundația Urantia, cu presupuși autori de ființe cerești în colaborare cu medicul William S. Sadler, care trăia în apropiere de Chicago, Statele Unite ale Americii (SUA). Un grup de voluntari din acea epocă, cunoscuți sub numele de comisie de contact (Contact Comission), s-au reunit sub conducerea acestui medic pentru a colabora în recepția Cărții Urantia. S-au ascuns intenționat numele tuturor oamenilor implicați în proiect pentru a împiedica apariția de viitori „sfinți”. Cartea îmbină religia (fără dogmă), spiritualitatea, știința și filosofia. În același timp, cartea conține mai multe sub-capitole (papers) despre viața și învățăturile lui Isus din Nazaret. Textul în limba engleză al Cărții Urantia se află în domeniul public din 2001 respectiv 2006.

## Cititori celebri
Cartea Urantia a fost citită în lumea muzicii, cu precădere în lumea muzicii rock, country sau jazz fusion, de muzicieni celebri precum:
- Jimi Hendrix;
- Stevie Ray Vaughan;
- Steve Vai;[5]
- Jaco Pastorius (Weather Report);[6]
- Jerry Garcia (Grateful Dead);
- Kerry Livgren (Kansas);
- Randy California (Spirit);[7]
- Leonard Cohen;
- Elvis Presley;[8]
- Carlos Santana;
- Willie Nelson;[9]
- Mike Pinder (The Moody Blues);[10]
- Chris Birkett (care a colaborat în trecut cu Sinéad O'Connor sau Buffy Sainte-Marie,[a] printre alții).[13]

Alți cititori celebri includ: Karlheinz Stockhausen (compozitor german de muzică clasică) sau Michael DiMattia. Totodată, Cartea Urantia l-a influențat pe solistul Chino Moreno de la formația americană de metal alternativ Deftones, trupa având un cântec intitulat „Urantia”. De asemenea, formația americană de rock industrial Deadsy au compus un cântec intitulat „The Mansion World” care conține multe referințe față de subiectele din Cartea Urantia. De asemenea, chitaristul american Steve Vai a lansat un cântec intitulat „Midway Creatures” pe albumul său de studio solo din 2005 intitulat Real Illusions: Reflections. Cântectul face referire la Cartea Urantia, mai precis la paper 77, cu titlul eponim.

## Galerie de imagini

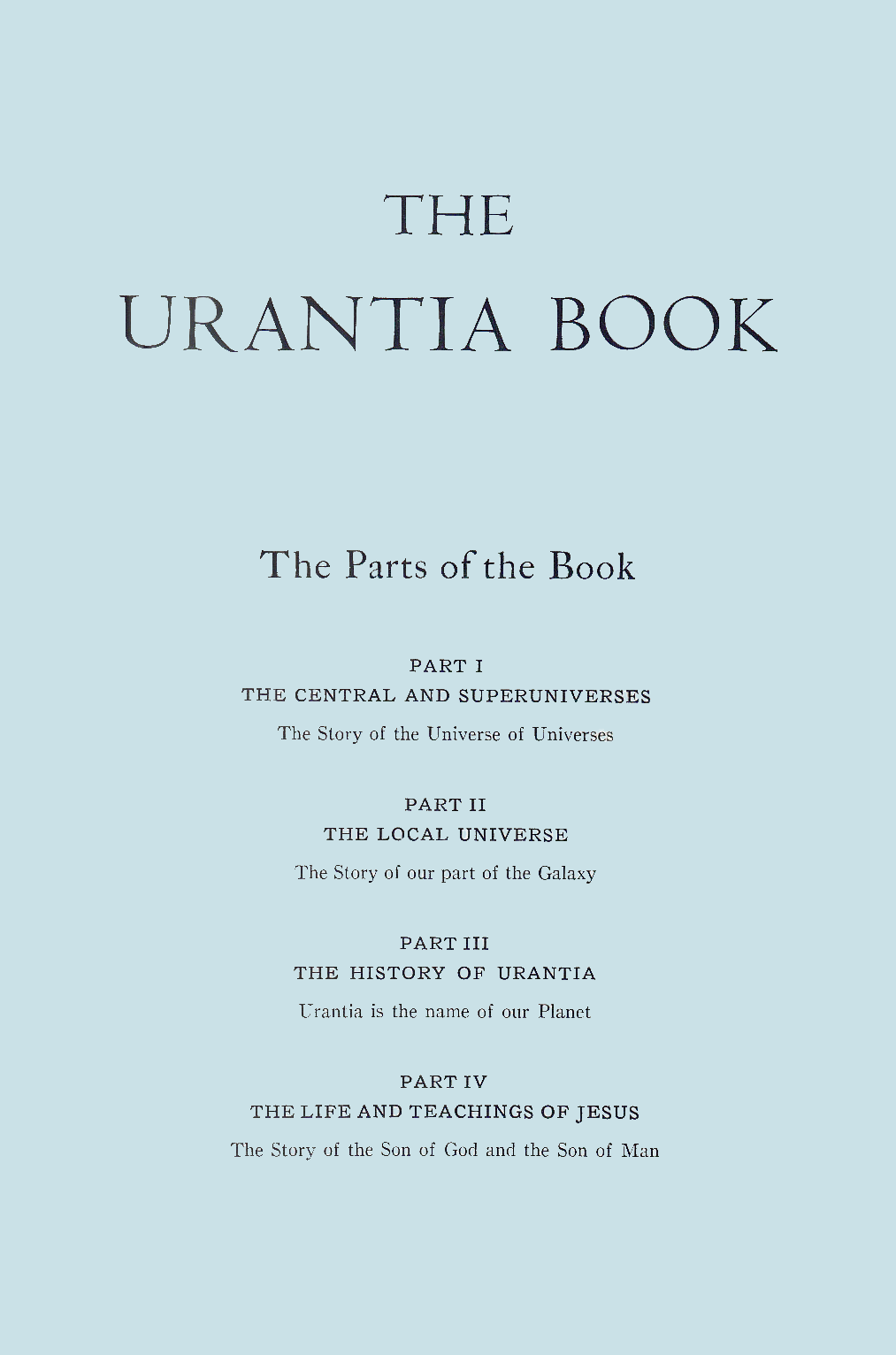
The Urantia Book (1955); cele patru părți ale cărții Urantia sunt afișate aici
- Prima pagină a primei ediții a Cărții Urantia
Simbolul Cărții Urantia, cu cele trei cercuri concentrice albastre
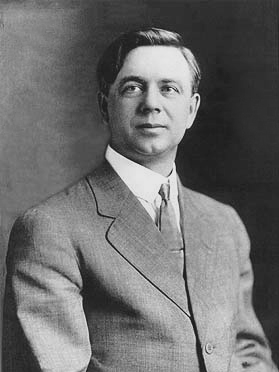
William S. Sadler (1914)